# Оулавюр Арнальдс
О́лафур А́рнальдс (ісл. Ólafur Arnalds, ['ou: lavʏr 'artnalts], Улавюр Арнальтс; нар. 3 листопада 1987, Мосфельсбаїр) — ісландський мультиінструменталіст та музичний продюсер.
Грав на ударних у гардкор/метал-командах Fighting Shit та Celestine. Також брав участь у сольному проєкті свого друга «My Summer as a Salvation Soldier», в якому грав на банджо, гітарі та піаніно.
2004 року Арнальдс записав введення (Echoes (Intro)) та ще дві композиції (Risandi Von (Outro) та Deyjandi Von (Outro)) для альбому Antigone (німецького металкор-гурту Heaven Shall Burn). Також він виконав струнне аранжування для англійського гурту 65daysofstatic.
12 жовтня 2007 року відбувся реліз першого сольного альбому Арнальдса — Eulogy for Evolution. Слідом за ним 2008 року вийшов міні-альбом Variations of Static. Того ж року Олафур подався в турне разом із Sigur Rós.
У квітні 2009 Арнальдс видав збірку композицій під назвою Found Songs. Упродовж тижня, починаючи з понеділка, 13 квітня, він щодня записував по одній композиції та публікував їх на http://foundsongs.erasedtapes%5Bнедоступне+посилання+з+липня+2019%5D на умовах вільного прослуховування та скачування упродовж 24 годин.
Того ж року Олафур спільно з Барді Йоганнсоном (Barði Jóhannson) з Bang Gang створили саундтрек до постановки балету Dyad 1909 режисера Вейна Мак-Грегора (Wayne McGregor). Реліз відбувся на початку грудня 2009 року.
У квітні 2010 року вийшов другий студійний альбом «...and They Have Escaped the Weight of Darkness».
В ніч проведення фіналу Євробачення 2010 Олафур написав у своєму мікроблозі Twitter, що вболіває за представницю України Alyosh'у і підтримав саме її, вперше в житті взявши участь у голосуванні.
3 жовтня 2011 Арнальдс розпочав ще один семиденний проєкт, схожий на Found Songs, під назвою Living Room Songs. Треки було викладено на livingroomsongs.olafurarnalds.com/ по одній кожного дня. Проєкт заплановано випустити як альбом 23 грудня 2011.
Двоюрідна сестра Олафура — Олеф Арнальдс (Ólöf Arnalds) — також є відомою співачкою.

## Дискографія
- 2007 — Eulogy for Evolution
- 2008 — Variations of Static (мініальбом)
- 2009 — Found Songs
- 2009 — Dyad 1909
- 2010 — ...and They Have Escaped the Weight of Darkness
- 2011 — Living Room Songs
- 2012 — Stare спільно з Нільсом Фрамом (нім.[en])
- 2013 — For Now I Am Winter
- 2016 — Island Songs
- 2018 — re:member
- 2020 — some kind of peace[2]